# Jean de Paris (Buch)
Jean de Paris ist ein französisches Volksbuch, das unter anderem in der Bibliothèque Bleue in Troyes veröffentlicht wurde.
Es wurde zuerst zwischen 1530 und 1540 in Paris und Lyon veröffentlicht.
Der Vater von Jean de Paris war vom spanischen König gegen seine rebellischen Barone zu Hilfe gerufen worden und ihm war die Hand der Tochter des Königs versprochen worden, obwohl sie damals erst drei Jahre alt war. Da der Vater starb, bevor das Versprechen eingelöst wurde, trat Jean de Paris an seines Vaters Stelle und begab sich in Verkleidung an den spanischen Hof, was zu vielen Abenteuern und Verwirrungen führte, in die sogar der König von England hineingezogen wurde.

## Ausgaben
- Perseus Sperantes (Ps. Übs.): Der Königliche Einspruch, hrsg. Gerhard Dünnhaupt. Stuttgart: Hiersemann 1995 (Rarissima litterarum, 4; Ndr. d. Ausg. Nürnberg 1670)  ISBN 3-7772-9514-0
- Histoire de Jean de Paris, Roi de France. Troyes, de l'Imprimerie de la Citoyenne Garnier, (ca. 1795)